# Huis Binnenveld

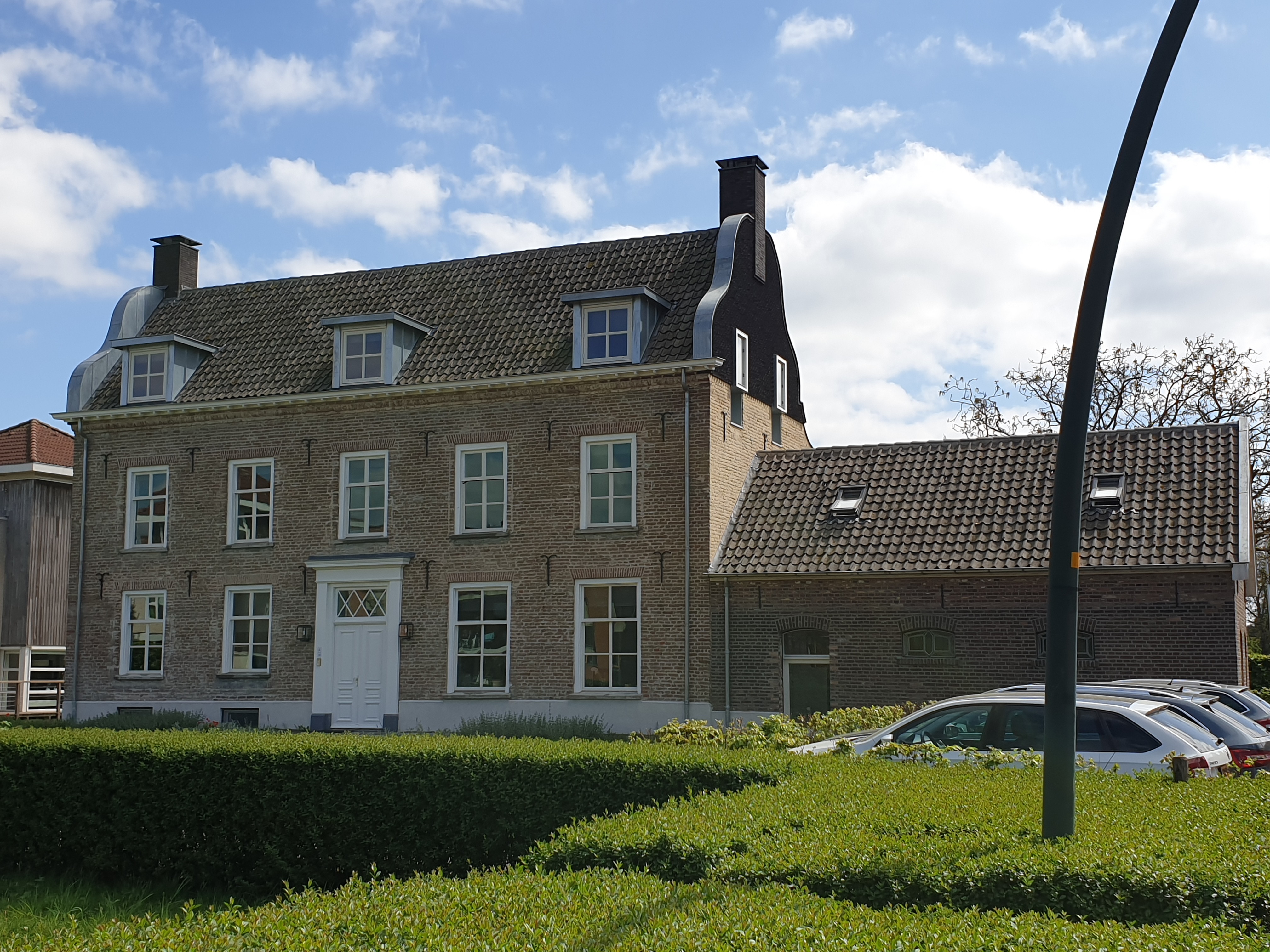
na restauratie

Het Huis Binnenveld is een landhuis annex boerderij op het voormalige gelijknamige landgoed in Huissen, gemeente Lingewaard. Bij de lokale bevolking is het huis beter bekend als het spookhuis van Huissen.

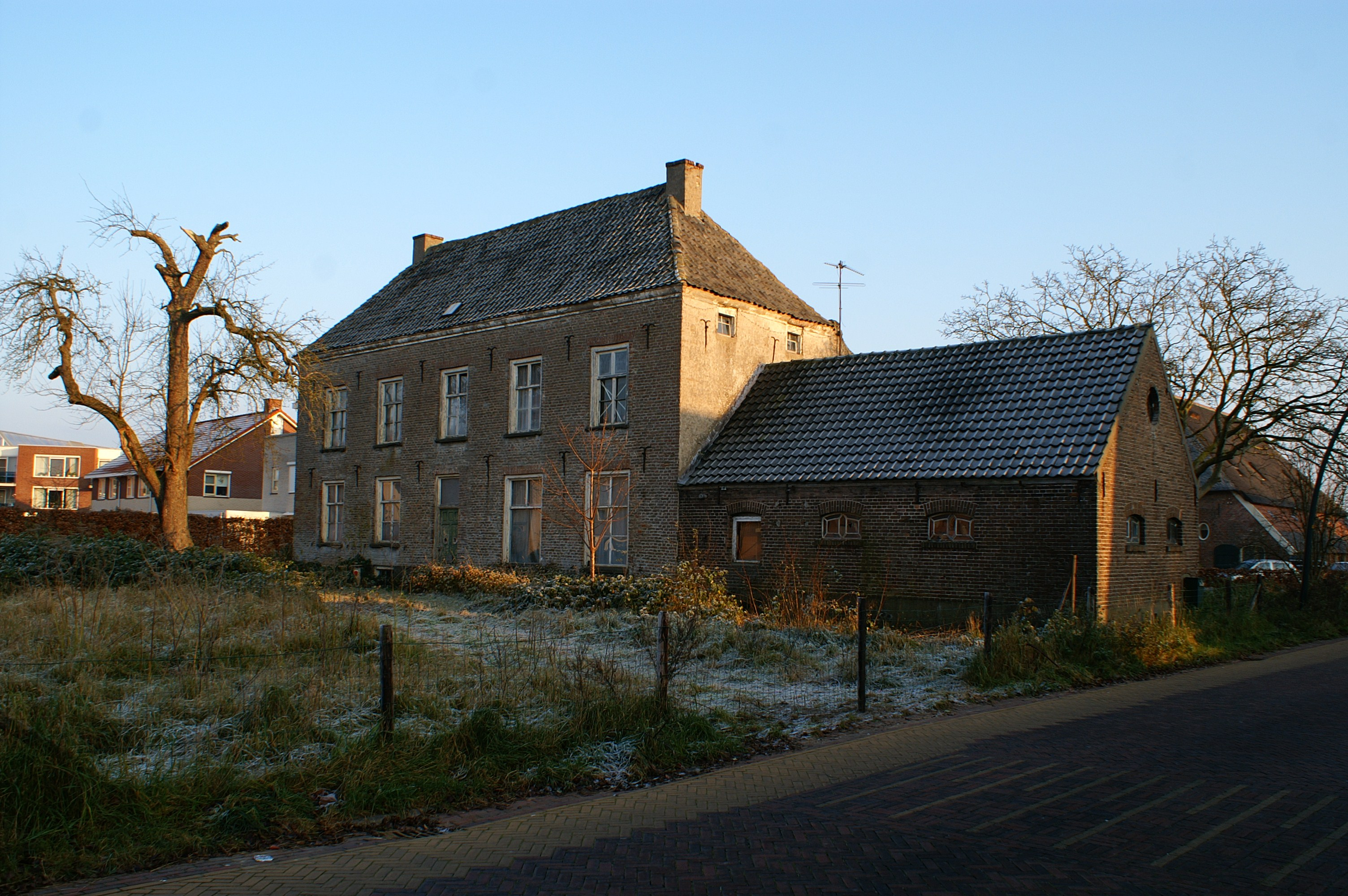
voor restauratie

Het landgoed Bynenfeldt bestond al in 1586, maar het herengoed Binnenveld werd pas gesticht in 1735, toen ook het huis gebouwd werd. Rond 1813 kwam het huis met het landgoed in het bezit van de familie Vermaas, die het pand moderniseerde. Het huis was tot halverwege 2008 in het bezit van deze familie.
Bij de Slag om Arnhem lag het pand in het frontgebied.
In mei 2008 werd het bouwvallige pand aangekocht door Emile Ratelband, die een restauratieplan liet ontwerpen, met de bedoeling het huis te restaureren en er zelf gaan te wonen. Maar Ratelbands toenmalige echtgenote wilde er absoluut niet wonen omdat het er zou spoken. Daarop verkocht Ratelband het huis aan Johan Vlemmix, die de bedoeling had er zijn eigen televisiestation te vestigen. Het project mislukte echter en het pand werd verkocht aan een projectontwikkelaar.
In 2019 werd het Huis Binnenveld gerestaureerd en zijn in het huis en de aanbelendende schuur appartementen ingericht. Huis Binnenveld is een rijksmonument.